# John Southworth (Schauspieler)
John Southworth (* 8. November 1929 in Fylde, Lancashire, England, Vereinigtes Königreich; † 22. August 2004 in Ipswich, Suffolk, England, Vereinigtes Königreich) war ein englischer Schauspieler.

## Leben
John Southworth wurde 1929 geboren.
1951 hatte Southworth mit zwei Folgen in der Fernsehserie The Black Arrow sein Fernsehdebüt. 1955 folgte sein Spielfilmdebüt in dem Fernsehfilm The Merry Wives of Windsor. 1958 erschien er in 15 Folgen der Fernsehserie The Sky Larks.
Dem deutschen Publikum ist er vor allem in der Rolle des Pächter Higgins in Der kleine Lord bekannt.

## Filmografie
- 1951: The Black Arrow (Fernsehserie, 2 Folgen)
- 1951: Sara Crewe (Fernsehserie, 4 Folgen)
- 1952–1959: BBC Sunday-Night Theatre (Fernsehserie, 4 Folgen)
- 1955: The Merry Wives of Windsor (Fernsehfilm)
- 1955: Othello (Fernsehfilm)
- 1958: The Sky Larks (Fernsehserie, 15 Folgen)
- 1959: World Theatre (Miniserie, 2 Folgen)
- 1959: Saturday Playhouse (Fernsehserie, Folge 1x33)
- 1959: A Christmas Journey (Fernsehfilm)
- 1960: BBC Sunday-Night Play (Fernsehserie, 2 Folgen)
- 1960: Paul of Tarsus (Fernsehserie, Folge 1x02)
- 1960: Julius Caesar (Miniserie, 2 Folgen)
- 1962: Kommissar Maigret (Maigret, Fernsehserie, Folge 3x04)
- 1962–1963: Der Raritätenladen (Miniserie, 2 Folgen)
- 1962–1963: Task Force Police (Z Cars, Fernsehserie, 2 Folgen)
- 1963: Suspense (Fernsehserie, Folge 2x07)
- 1963: Theatres and Temples (Fernsehserie, eine Folge)
- 1963: ITV Play of the Week (Fernsehserie, Folge 8x35)
- 1963: Richard Löwenherz (Richard The Lionheart, Fernsehserie, Folge 1x28)
- 1963: Moonstrike (Fernsehserie, Folge 1x22)
- 1963–1964: Festival (Fernsehserie, 2 Folgen)
- 1963–1967: Viewpoint (Fernsehserie, 3 Folgen)
- 1964: The Villains (Fernsehserie, Folge 1x06)
- 1965: Geheimauftrag für John Drake (Danger Man, Fernsehserie, Folge 1x13)
- 1965: Das Geheimnis der Blutinsel (The Secret of Blood Island)
- 1965: Die Letzten von Fort Kandahar (The Brigand of Kandahar)
- 1965: The Mask of Janus (Fernsehserie, Folge 1x04)
- 1966: Theatre 625 (Fernsehserie, Folge 3x21)
- 1979: In a Country Churchyard (Miniserie, Folge 1x02)
- 1979: The Mallens (Fernsehserie, 6 Folgen)
- 1980: Out of the Past (Fernsehserie, Folge 6x06)
- 1980: Der kleine Lord (Little Lord Fauntleroy, Fernsehfilm)
- 1981: Get Lost! (Miniserie, Folge 1x02)
- 1981: Angels (Fernsehserie, Folge 7x33)
- 1982: Frost in May (Miniserie, Folge 1x03)
- 1982: Immer Ärger mit Tom (Tom, Dick and Harriet, Fernsehserie, Folge 1x01)
- 1984: Swallows and Amazons Forever!: The Big Six (Fernsehfilm)
- 1989: Storyboard (Fernsehserie, Folge 4x04)
- 1990: Traitors (Fernsehfilm)
- 1991: Screenplay (Fernsehserie, Folge 6x01)
- 1992: Screen Two (Fernsehserie, Folge 8x10)
- 1993: Bad Company (Fernsehfilm)
- 1995: Fünf Freunde (The Famous Five, Fernsehserie, Folge 1x04)
- 1996: Witness Against Hitler (Fernsehfilm)
- 1997: Coronation Street (Fernsehserie, 2 Folgen)